# Frankenhausen (Mühltal)

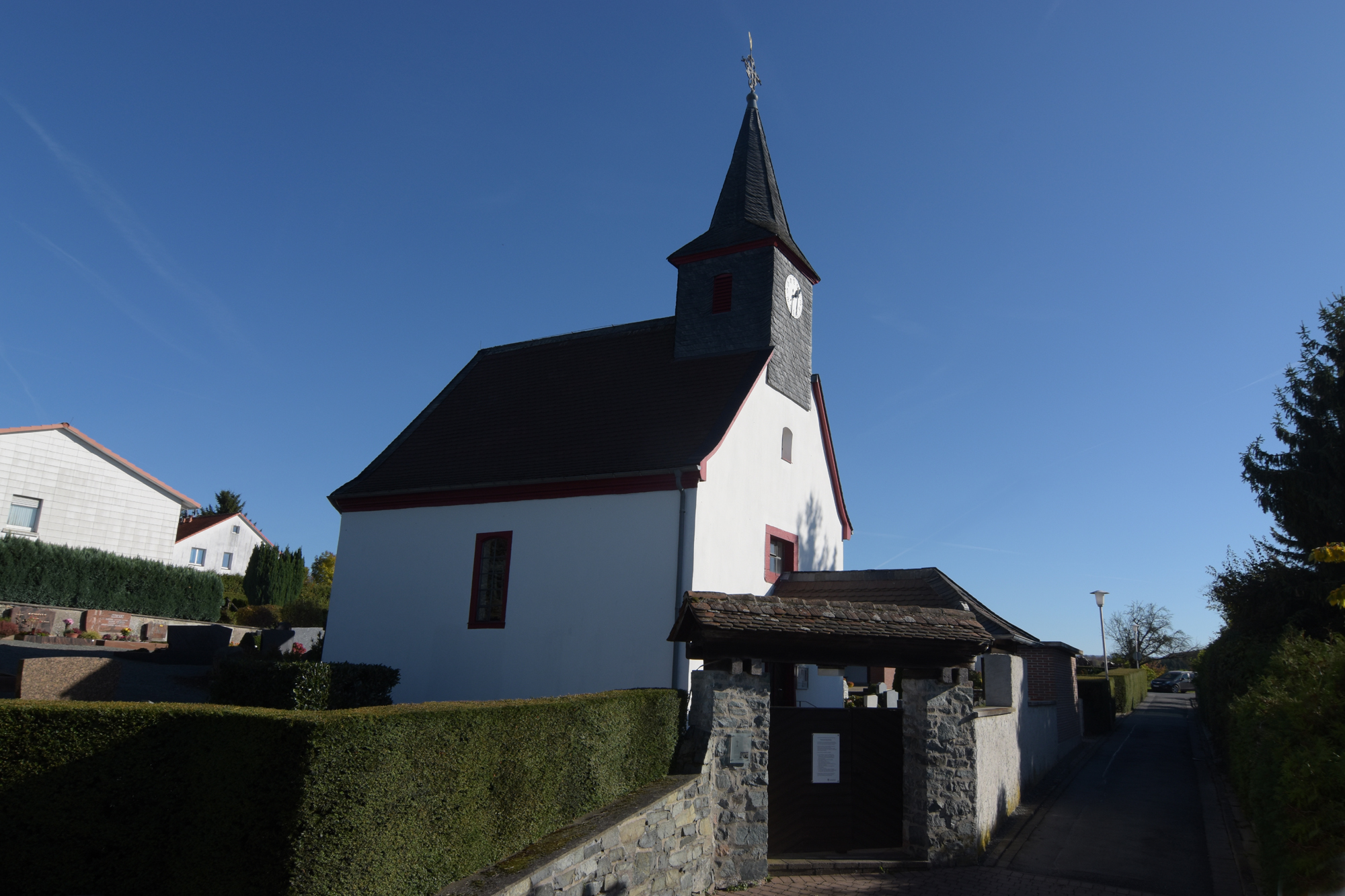
Evangelische Kirche (2016)

Frankenhausen  (im lokalen Dialekt: Fronkehaise) ist ein Ortsteil der Gemeinde Mühltal im südhessischen Landkreis Darmstadt-Dieburg. Der Ort liegt im vorderen Odenwald im Geo-Naturpark Bergstraße-Odenwald im Granitgebiet.

## Geschichte

### Ortsgeschichte
Erstmals urkundlich erwähnt wird das Dorf im Jahre 1315 als Frankenhuse in einer Abgabenliste (Regesten der Landgrafen von Hessen, Nr. 16524), in der die Abgaben einzelner Orte für Graf Wilhelm von Katzenelnbogen aufgezählt werden. Der entsprechende Passus in dieser Urkunde lautet übersetzt: „In Frankenhausen fallen jährlich zwei Malter Weizen und drei Malter Hafer und 20 (?) Käse(?) an“. Eine weitere Erwähnung erfolgt 1402 als Franckenhusen. Die Schreibweise Franckenhausen findet sich 1545.
1571 stand das zum Amt Auerbach gehörige Dorf Frankenhausen dem Landgrafen von Hessen-Darmstadt unmittelbar zu.
Im Dreißigjährigen Krieg fiel der Ort wüst und wurde erst 1650 wieder besiedelt. Von 1709 bis 1715 wurde die evangelische Kirche erbaut. Die Schule folgte 1778. Sie diente später lange Zeit als Dorfgemeinschaftshaus, bis 2011 das neue Dorfgemeinschaftshaus eingeweiht wurde. Inzwischen befindet sich die ehemalige Schule im Privatbesitz.
Die Statistisch-topographisch-historische Beschreibung des Großherzogthums Hessen berichtet 1829 über Frankenhausen:

„Frankenhausen (L. Bez. Reinheim) luth. Filialdorf; liegt 2 1⁄2 St. von Reinheim in einem weiten Thale und zum Theil auf beiden Seiten eines Wiesengrundes. Man findet 38 Häuser und 285 Einw., die bis auf 2 Kath. lutherisch sind, und unter diesen 15 Bauern, 25 Gewerbetreibende und 2 Tagelöhner, Die etwas erhaben liegende Kapelle wurde 1710 und das Schulhaus 1690 gebaut.“

Im Zuge der Gebietsreform in Hessen wurde am 1. Januar 1977 die bis dahin selbstständige Gemeinde Frankenhausen mit den Gemeinden Nieder-Ramstadt, Nieder-Beerbach und Traisa kraft Landesgesetz zur neuen Gemeinde Mühltal zusammengeschlossen. Für Frankenhausen  wurde wie für die übrigen ehemals selbständigen Gemeinden ein Ortsbezirk mit Ortsbeirat und Ortsvorsteher nach der Hessischen Gemeindeordnung gebildet.  Sitz der Gemeindeverwaltung wurde Nieder-Ramstadt.

### Verwaltungsgeschichte
Frankenhausen lag im Gerichtsbezirk der Zent Oberramstadt. Die Zent war in sogenannte „Reiswagen“ eingeteilt, denen jeweils ein Oberschultheiß vorstand, die dem Zentgrafen unterstellt waren. Dieser Bezirk hatte einen Frachtwagen (Reiswagen) einschließlich Zugtieren und Knechten für Feldzüge bereitzustellen. Frankenhausen gehörte zum „Oberramstädter Reiswagen“, dem auch noch die Orte Ober-Ramstadt mit seinen Mühlen sowie den deutschen Einwohnern in  Hahn und Wembach, Asbach, Dilshofen, Ober-Modau und Nieder-Modau angehörten. Die gesamte Zent Oberramstadt war dem Amt Lichtenberg zugeteilt. Diese Einteilung bestand noch bis zum Beginn des 19. Jahrhunderts.
Verwaltungsgeschichte im Überblick
Die folgende Liste zeigt die Staaten und Verwaltungseinheiten, denen Frankenhausen angehört(e):
- vor 1479: Heiliges Römisches Reich, Grafschaft Katzenelnbogen, Obergrafschaft Katzenelnbogen
- ab 1479: Heiliges Römisches Reich, Landgrafschaft Hessen (durch Erbfall), Obergrafschaft Katzenelnbogen
- ab 1567: Heiliges Römisches Reich, Landgrafschaft Hessen-Darmstadt, Obergrafschaft Katzenelnbogen (1571: Amt Auerbach; 1783: Amt Lichtenberg, Zent Oberramstadt, Oberramstädter Reiswagen)
- ab 1803: Heiliges Römisches Reich, Landgrafschaft Hessen-Darmstadt, Fürstentum Starkenburg, Amt Lichtenberg
- ab 1806: Großherzogtum Hessen,[Anm. 2] Fürstentum Starkenburg, Amt Lichtenberg[12]
- ab 1815: Großherzogtum Hessen, Provinz Starkenburg, Amt Lichtenberg
- ab 1821: Großherzogtum Hessen, Provinz Starkenburg, Landratsbezirk Reinheim[Anm. 3]
- ab 1832: Großherzogtum Hessen, Provinz Starkenburg, Kreis Dieburg
- ab 1848: Großherzogtum Hessen, Regierungsbezirk Dieburg
- ab 1852: Großherzogtum Hessen, Provinz Starkenburg, Kreis Dieburg
- ab 1871: Deutsches Reich, Großherzogtum Hessen, Provinz Starkenburg, Kreis Dieburg
- ab 1918: Deutsches Reich, Volksstaat Hessen, Provinz Starkenburg, Kreis Dieburg
- ab 1938: Deutsches Reich, Volksstaat Hessen, Landkreis Darmstadt[13][Anm. 4]
- ab 1945: Deutsches Reich, Amerikanische Besatzungszone,[Anm. 5] Groß-Hessen, Regierungsbezirk Darmstadt, Landkreis Darmstadt
- ab 1946: Deutsches Reich, Amerikanische Besatzungszone, Hessen, Regierungsbezirk Darmstadt, Landkreis Darmstadt
- ab 1949: Bundesrepublik Deutschland, Hessen, Regierungsbezirk Darmstadt, Landkreis Darmstadt
- ab 1977: Bundesrepublik Deutschland, Hessen, Regierungsbezirk Darmstadt, Landkreis Darmstadt-Dieburg, Gemeinde Mühltal

### Gerichte
Frankenhausen gehörte zum Zentgericht Oberramstadt. 1630 wird ein Untergericht Zwingenberg genannt. In der Landgrafschaft Hessen-Darmstadt wurde mit Ausführungsverordnung vom 9. Dezember 1803 das Gerichtswesen neu organisiert. Für das Fürstentum Starkenburg wurde das „Hofgericht Darmstadt“ eingerichtet. Es war für normale bürgerliche Streitsachen Gericht der zweiten Instanz, für standesherrliche Familienrechtssachen und Kriminalfälle die erste Instanz. Übergeordnet war das Oberappellationsgericht Darmstadt. Die Rechtsprechung der ersten Instanz wurde durch die Ämter bzw. Standesherren vorgenommen. Damit war für Frankenhausen das Amt Lichtenberg zuständig. Die Zentgerichte hatten damit ihre Funktion verloren.
Mit Bildung der Landgerichte im Großherzogtum Hessen war ab 1821 das Landgericht Lichtenberg das Gericht erster Instanz, zweite Instanz war das Hofgericht Darmstadt. Es folgten:
- ab 1848: Landgericht Reinheim (Verlegung von Lichtenberg nach Reinheim), zweite Instanz: Hofgericht Darmstadt
- ab 1879: Amtsgericht Reinheim, zweite Instanz: Landgericht Darmstadt
- ab 1968: Amtsgericht Darmstadt mit der Auflösung des Amtsgerichts Reinheim, zweite Instanz: Landgericht Darmstadt

## Bevölkerung

### Einwohnerstruktur 2011
Nach den Erhebungen des Zensus 2011 lebten am Stichtag dem 9. Mai 2011 in Frankenhausen 654 Einwohner. Darunter waren 18 (2,7 %) Ausländer. Nach dem Lebensalter waren 108 Einwohner unter 18 Jahren, 261 zwischen 18 und 49, 144 zwischen 50 und 64 und 144 Einwohner waren älter. Die Einwohner lebten in 261 Haushalten. Davon waren 69 Singlehaushalte, 96 Paare ohne Kinder und 75 Paare mit Kindern, sowie 18 Alleinerziehende und 6 Wohngemeinschaften. In 57 Haushalten lebten ausschließlich Senioren und in 168 Haushaltungen lebten keine Senioren.

### Einwohnerentwicklung
| • 1629: | 009 Hausgesesse          |
| • 1806: | 186 Einwohner, 26 Häuser |
| • 1829: | 285 Einwohner, 38 Häuser |
| • 1867: | 297 Einwohner, 45 Häuser |

| Frankenhausen: Einwohnerzahlen von 1791 bis 2018 | Frankenhausen: Einwohnerzahlen von 1791 bis 2018 | Frankenhausen: Einwohnerzahlen von 1791 bis 2018 | Frankenhausen: Einwohnerzahlen von 1791 bis 2018 | Frankenhausen: Einwohnerzahlen von 1791 bis 2018 |
| --- | ------------------------------------------------ | ------------------------------------------------ | ------------------------------------------------ | ------------------------------------------------ |
| Jahr |                                                  |                                                  |                                                  | Einwohner                                        |
| 1791 | 1791                                             |                                                  | 162                                              | 162                                              |
| 1800 | 1800                                             |                                                  | 251                                              | 251                                              |
| 1806 | 1806                                             |                                                  | 186                                              | 186                                              |
| 1829 | 1829                                             |                                                  | 285                                              | 285                                              |
| 1834 | 1834                                             |                                                  | 277                                              | 277                                              |
| 1840 | 1840                                             |                                                  | 293                                              | 293                                              |
| 1846 | 1846                                             |                                                  | 284                                              | 284                                              |
| 1852 | 1852                                             |                                                  | 290                                              | 290                                              |
| 1858 | 1858                                             |                                                  | 276                                              | 276                                              |
| 1864 | 1864                                             |                                                  | 287                                              | 287                                              |
| 1871 | 1871                                             |                                                  | 297                                              | 297                                              |
| 1875 | 1875                                             |                                                  | 323                                              | 323                                              |
| 1885 | 1885                                             |                                                  | 338                                              | 338                                              |
| 1895 | 1895                                             |                                                  | 301                                              | 301                                              |
| 1905 | 1905                                             |                                                  | 280                                              | 280                                              |
| 1910 | 1910                                             |                                                  | 277                                              | 277                                              |
| 1925 | 1925                                             |                                                  | 286                                              | 286                                              |
| 1939 | 1939                                             |                                                  | 235                                              | 235                                              |
| 1946 | 1946                                             |                                                  | 348                                              | 348                                              |
| 1950 | 1950                                             |                                                  | 332                                              | 332                                              |
| 1956 | 1956                                             |                                                  | 283                                              | 283                                              |
| 1961 | 1961                                             |                                                  | 287                                              | 287                                              |
| 1967 | 1967                                             |                                                  | 383                                              | 383                                              |
| 1970 | 1970                                             |                                                  | 456                                              | 456                                              |
| 1980 | 1980                                             |                                                  | ?                                                | ?                                                |
| 1990 | 1990                                             |                                                  | ?                                                | ?                                                |
| 2000 | 2000                                             |                                                  | ?                                                | ?                                                |
| 2011 | 2011                                             |                                                  | 654                                              | 654                                              |
| 2013 | 2013                                             |                                                  | 751                                              | 751                                              |
| 2016 | 2016                                             |                                                  | 702                                              | 702                                              |
| 2018 | 2018                                             |                                                  | 717                                              | 717                                              |
| Datenquelle: Historisches Gemeindeverzeichnis für Hessen: Die Bevölkerung der Gemeinden 1834 bis 1967. Wiesbaden: Hessisches Statistisches Landesamt, 1968. Weitere Quellen: LAGIS; ab 2013: Website Mühltal (Webarchiv); Zensus 2011 |                                                  |                                                  |                                                  |                                                  |

### Historische Religionszugehörigkeit
| • 1829: | 283 lutheranische (= 99,30 %) und 3 katholische (= 0,70 %) Einwohner |
| • 1961: | 253 evangelische (= 88,15 %), 31 katholische (= 10,80 %) Einwohner   |

## Politik

### Ortsbeirat
Für Frankenhausen besteht ein Ortsbezirk (Gebiete der ehemaligen Gemeinde Frankenhausen) mit Ortsbeirat und Ortsvorsteher nach der Hessischen Gemeindeordnung.
Der Ortsbeirat besteht aus fünf Mitgliedern. Seit den Kommunalwahlen 2021 gehören ihm ein Mitglied der CDU und vier parteilose Mitglieder an. Ortsvorsteher ist Benno Hochstrate (CDU) Ortsvorsteher.

### Wappen und Flagge

#### Wappen
| Wappen von Frankenhausen | Blasonierung: „In silbernem Schilde drei grüne Eicheln aus grünem Stiel wachsend.“ |
| Wappen von Frankenhausen | Das Wappen wurde vom Heraldiker Georg Massoth gestaltet und am 23. Januar 1952 durch das Hessische Innenministerium mit dem Recht zur Führung eines Wappens genehmigt. Es verweist auf die frühere Zugehörigkeit zum Wildbann Dreieich. |

#### Flagge
Am 27.  März 1957 wurde der Gemeinde Frankenhausen vom Hessischen Innenministerium eine Flagge mit folgender Beschreibung genehmigt: „Auf dem rot-weiß-rotem Flaggentuch in der Mittelbahn das Gemeindewappen.“

## Kultur und Sehenswürdigkeiten

### Bauwerke
Siehe Liste der Kulturdenkmäler in Frankenhausen

### Regelmäßige Veranstaltungen
- September: Kerb[21]